# Argel (província)

Mapa mostrando os 13 distritos da província de Argel

Argel (em Português), (em Inglês : Algiers), (Árabe : ولاية الجزائر ) é uma província na Argélia, nome de sua capital, Argel, que é também a capital nacional.
É adotado a partir do antigo Departamento de Argel Francês e tem uma população de cerca de 7 milhões de pessoas.

## Divisões administrativas
Está dividido em 13 distritos e 57 municípios. Os distritos estão de acordo com a numeração oficial (foram numerados de oeste para leste):
1. Zéralda
2. Chéraga
3. Draria
4. Birtouta
5. Bir Mourad Raïs
6. Bouzaréah
7. Bab El Oued
8. Hussein Dey
9. Sidi M'Hamed
10. El Harrach
11. Baraki
12. Dar El Beïda
13. Rouïba

Os municípios são:
- Aïn Benian
- Ain-Taya
- Alger centre
- Baba Hassen
- Bab El-Oued
- Bab Ezzouar
- Bach Djerrah
- Baraki
- Belouizdad
- Ben Aknoun
- Beni Messous
- Bir Khadem
- Bir-Mourad-Raïs
- Bordj El Bahri
- Bordj El Kifan
- Bouloghine
- Bourouba
- Bouzareah
- Casbá de Argel
- Chéraga
- Dar El Beïda
- Dely Brahim
- Douera
- Draria
- El Achour
- El Biar
- El Harrach
- El Madania
- El Magharia
- El Mouradia
- Gué de Constantine
- Hussein-Dey
- Hydra (Argel)
- Khraicia
- Kouba
- Les Eucalyptus
- Mahelma
- Mohamadia
- Oued Koriche
- Oued Smar
- Ouled Fayet
- Raïs-Hamidou (ex-La pointe pescade)
- Reghaïa
- Rouiba
- Saoula
- Sidi Mhamed
- Souidania
- Staoueli
- Zéralda